# Ningqiang
Ningqiang (en chino, 宁强; pinyin, Níngqiáng) es un condado  bajo la administración directa de la Prefectura Hanzhong en la Provincia de Shaanxi, República Popular China.  Su área es de 3260 km² y su población total para 2010 superó los 300 mil habitantes. 
La fuente del río Han se encuentra en este condado.
Ningqiang es uno de los condados con un número considerable de minorías étnicas como las etnias Qiang y Yi.
Como resultado del terremoto de Sichuan de 2008, 500 edificios en el condado se derrumbaron y siete personas murieron, convirtiéndola en la zona más afectada de Shaanxi.

## Administración
El poder ejecutivo, legislativo y judicial del condado se encuentran en el subdistrito de Hanyuan (汉源街道); aunque, como muchas ciudades del condado, también se conoce convencionalmente como Chengguan (城关镇 ), junto con las sucursales de CPC y PSB.
Subdistritos (街道; jiēdào)
- Subdistrito de Hanyuan (汉源街道), sede del condado
- Subdistrito de Gaozhaizi (高寨子街道)

Pueblos (镇; zhèn)
El condado supervisa otras dieciséis ciudades.
| - Da'an (大安镇) - Yangpingguan (阳平关镇) - Daijiaba (代家坝镇) - Yanzibian (燕子砭镇) - Hujiaba (胡家坝镇) - Tiesuoguan (铁锁关镇) - Maobahe (毛坝河镇) - Jutar (巨亭镇) | - Basán (巴山镇) - Guangping (广坪镇 ) - Shujiaba (舒家坝镇) - Anlehe (安乐河镇) - Erlangba (二郎坝镇) - Qingmuchuan (青木川镇) - Taiyangling (太阳岭镇) - Shanjiayan (禅家岩镇) |

## Transporte
Ningqiang cuenta con la estación de tren Yangpingguan (阳平关站), que marca el inicio del ferrocarril Yangpingguan-Ankang, y la estación de tren Ningqiangnan (宁强南站), que forma parte de la ruta de alta velocidad Xi'an-Chengdu. línea férrea, inaugurada en 2017.
La autopista G5 Beijing-Kunming y la Carretera Nacional 108 pasan por Ningqiang.